# ФК БСК Бујановац
ФК БСК је српски фудбалски клуб из Бујановца. Клуб се тренутно такмичи у Пчињској окружној лиги, петом такмичарском нивоу српског фудбала.

## Историја
Клуб је основан 1945. године. БСК се углавном такмичио у Српској лиги исток, Јужноморавској и Нишкој зони. Клуб је постигао значајне резулате у раду са млађим категоријама. 